# Gare de Modave
Ne doit pas être confondu avec Gare de Modave-Village.
La gare de Modave est une ancienne gare ferroviaire belge de la ligne 126 de Statte à Ciney dans le hameau de Pont-de-Bonne, sur le territoire de la commune de Modave, dans la province de Liège.
Elle a disparu avec le démantèlement de la ligne.

## Situation ferroviaire
La gare de Modave était située au point kilométrique (PK) 12,70 de la ligne 126 de Statte à Ciney, entre les haltes de Vyle Tharoul et de Modave-Village.

## Histoire
La loi du 31 mai 1863 fait état de la concession à MM. Jean-Pierre Cluysenaar et Cie un « chemin de fer de Landen au railway de Namur à Arlon » qui passerait par Hannut et la vallée du Hoyoux. Les plans d'origine prévoient de faire aboutir cette ligne à Haversin ou à un point de la ligne de l’Ourthe. Menacée de déchéance, la Compagnie du chemin de fer Hesbaye-Condroz remet finalement l’exploitation de son réseau à l’État belge le 22 novembre 1875, alors que seuls les tronçons Landen - Statte - Modave sont exploités. C'est finalement le 1er février 1877 que la section au sud de la gare de Modave est livrée à l’exploitation.
Le relief tourmenté de la région, qui vaudra la création de plusieurs courbes serrées et du tunnel de Modave a motivé le choix du hameau de Pont-de-Bonne pour accueillir la gare, qui se trouve à plus d'1,5 km du village de Modave, au fond de la vallée de la Bonne. Le premier bâtiment des recettes est construit en 1870.

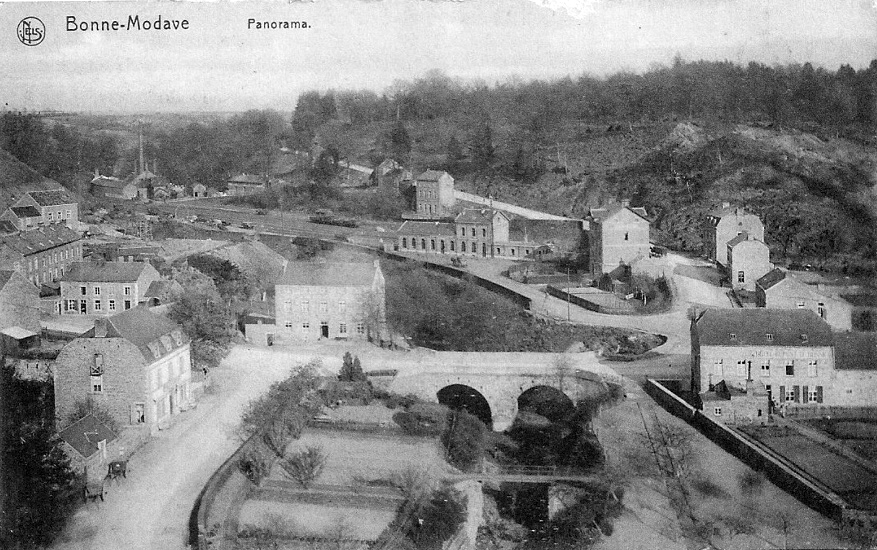
Vue d'ensemble de la gare et du village.

En 1894, alors que l'ancien bâtiment a été rasé, une nouvelle gare de plan type 1881 est érigée au même endroit que la précédente. Durant les années 1938-1939, il est agrandi avec une prolongation de l'aile gauche.
En 1933, la SNCB crée un point d'arrêt, appelé Modave-Village, à la sortie du tunnel de Modave, en contrebas du village. Disposant seulement d'un quai et d'un abri en béton, cette halte est toujours visible et sert d'aire de repos pour le RAVeL
La SNCB met fin aux trains de voyageurs entre Huy et Ciney le 11 novembre 1962. Sa fermeture définitive a lieu en 1964, lors de la fermeture aux marchandises du tronçon l'usine de Marchin à Clavier.
En 1969 le bâtiment des recettes a été vendu aux domaines et détruit peu après, il se situait au pied du pont où passe l'actuelle rue du Pont de Bonne sur le RAVeL de la ligne 126.

## Patrimoine ferroviaire
Le bâtiment des recettes, construit en 1894 et démoli au début des années 1970, appartenait au plan type 1881 des Chemins de fer de l'État belge, il remplaçait un bâtiment dont l'aspect est inconnu mais qui pourrait avoir été une copie du modèle standard de la compagnie Hesbaye-Condroz, bâti dans toutes les gares d'origine (sauf Huy-Sud) des lignes 126 et 127.
Composé d'un corps central à étage de trois travées, il est flanqué sur sa gauche par une aile de service à toit plat, et sur sa droite par une aile sans étage de cinq travées, dont trois côté quai étaient surplombées par une marquise en fer et en verre. Fait rare sur ces bâtiments standard, le mur-pignon de l'aile est percé d'une porte, à arc en plein cintre comme tous les percements du rez-de-chaussée des deux ailes principales. En 1938, le bâtiment apparaît peint en blanc ; l'année suivante, son aile gauche a été dotée d'une extension importante (neuf travées au lieu de cinq) sans porte au mur-pignon.
Un bâtiment moderne de service a par la suite été érigé à son emplacement, au bord du RAVeL de la ligne 126.